# Star-Lord
Star-Lord, echte naam Peter Quill, is een fictieve superheld uit de strips van Marvel Comics. Hij kwam voor het eerst voor in Marvel Preview #4 (januari 1976) en werd bedacht door Steve Englehart en Steve Gan. Star-Lord is lid en leider van de superheldengroep Guardians of the Galaxy.
De Nederlandse stem van Star-Lord / Peter Quill is Ewout Eggink.

## Biografie
Peter Quill (Star-Lord) is de zoon van een Celestial-vader en een Aardse moeder. De afkomst van zijn vader leidde hem naar de ruimte waar hij ruimtepiraat werd en zich aansloot bij de Ravager clan van Yondu Udonta. Quill nam de naam Star-Lord aan en verliet later de Ravager clan. Daarna stichtte hij de groep Guardians of the Galaxy en is tevens de leider van deze groep. De leden van Guardians of the Galaxy beschermen het heelal en strijden voor vrijheid.

## In andere media

### Marvel Cinematic Universe
Sinds 2014 verscheen dit personage in het Marvel Cinematic Universe en wordt vertolkt door Chris Pratt (en een jongere versie door Wyatt Oleff). In zijn jeugd woonde Quill alleen met zijn moeder op de aarde. Toen zij overleed aan een hersentumor werd hij ontvoerd door de ruimteschip van Yondu, de leider van de Ravagers. Quill groeide de rest van jeugd op in de ruimte en nam de alias Star-Lord aan. Wanneer hij een oneindigheidssteen vindt, komt hij in contact met Gamora, Rocket Raccoon, Groot en Drax the Destroyer. Samen vormen ze de superheldengroep Guardians of the Galaxy, met als doel de strijd aan te gaan tegen Ronan the Accuser en Thanos om het heelal te beschermen. In de tweede film waar het personage in verscheen werd bekend dat zijn vader, Ego the Living Planet, nog leefde. Het was niet de vader die Quill verwachtte, nadat hij erachter kwam dat Ego verantwoordelijk is voor de dood van Quills moeder en Ego plannen heeft om het heelal te veroveren. Samen met de superheldengroep gaat hij later de strijd aan tegen Thanos. Doordat Thanos alle infinity stones weet te bemachtigen roeit hij het halve universum uit, hierbij vergaat Quill tot as. Vijf jaar later gaan de overgebleven Avengers op missie om terug in de tijd te gaan zodat ze de infinity stones voor Thanos weten te bemachtigen, en daarmee zijn daden ongedaan maken. Dit lukt waardoor Quill en rest van de tot as vergaande mensen weer tot leven komen, samen met alle Avengers strijden ze tegen Thanos en zijn leger. Hierna gaat Peter Quill samen met de Guardians op zoek naar de alternateive versie van Gamora, met Thor die een lift nodig heeft. Na Rocket te hebben gered en de High Evolutionary te hebben verslagen, verlaat Quill de Guardians of the Galaxy om naar zijn achtergelaten opa op aarde te gaan. Star-Lord is onder andere te zien in de volgende films en serie:
- Guardians of the Galaxy (2014)
- Guardians of the Galaxy Vol. 2 (2017)
- Avengers: Infinity War (2018)
- Avengers: Endgame (2019)
- What If...? (2021-2023) (stem ingesproken door Brian T. Delaney en Mace Montgomery Miksel) (Disney+)
- Thor: Love and Thunder (2022)
- The Guardians of the Galaxy Holiday Special (2022) (Disney+)
- Guardians of the Galaxy Vol. 3 (2023)

### Televisieseries
Star-Lord komt voor in de animatieseries Ultimate Spider-Man, Avengers Assemble, Hulk and the Agents of S.M.A.S.H. en Guardians of the Galaxy waarbij hij de leiding heeft van de Guardians. De Nederlandse stem van Star-Lord wordt hierbij gedaan door Ewout Eggink. Ook had Star-Lord een rol in de animatieserie The Avengers: Earth's Mightiest Heroes waarin de Nederlandse stem van Star-Lord wordt ingesproken door Sander de Heer.

### Computerspelen
Sinds 2014 is er een verzamelfiguur van het personage Star-Lord voor het computerspel Disney Infinity. Zodra deze figuur op een speciale plaats wordt gezet, verschijnt het personage online in het spel. De Nederlandse stem wordt hierbij opnieuw ingesproken door Ewout Eggink.